# Первомайська селищна адміністрація
Первома́йська селищна адміністрація (каз. Первомай кенттік әкімдігі, рос. Первомайская поселковая администрация) — адміністративна одиниця у складі Шемонаїхинського району Східноказахстанської області Казахстану. Адміністративний центр — селище Первомайський.
Населення — 4470 осіб (2021; 5709 у 2009, 8874 у 1999, 13710 у 1989).
Станом на 1989 рік існували Первомайська селищна рада (смт Первомайський, селище Фестивальна) та Барашівська сільська рада (села Барашки, Новоільїнка). 1998 року до складу адміністрації була включена територія ліквідованого Барашівського сільського округу (села Барашки, Ново-Ільїнка). Селище Фестивальна було ліквідоване 2014 року.

## Склад
До складу округу входять такі населені пункти:
| Населений пункт               | Старі назви | Населення, осіб (1989) | Населення, осіб (1999) | Населення, осіб (2009) | Населення, осіб (2021) |
| ----------------------------- | ----------- | ---------------------- | ---------------------- | ---------------------- | ---------------------- |
| Барашки, село                 | -           | 838                    | 667                    | 597                    | 343                    |
| Ново-Ільїнка, село            | -           | 428                    | 456                    | 470                    | 278                    |
| Первомайський, селище         | -           | 12402                  | 7693                   | 4597                   | 3849                   |
| Фестивальна, станційне селище | -           | 42                     | 58                     | 45                     | -                      |